# Скодтаев, Анатолий Айдарукович
Анатолий Айда́рукович Скодтаев (осет. Скъодтати Айдарухъи фурт Анатоли; 15 августа 1959, Сурх-Дигора, Северо-Осетинская АССР, СССР) — российский армрестлер, многократный чемпион мира, многократный чемпион России и престижного международного турнира «Золотой медведь». Заслуженный мастер спорта России (1996) по армрестлингу, заслуженный тренер России.

## Биография
Родился 15 августа 1959 года в с. Сурх-Дигора Ирафского района Северо-Осетинской АССР. Ещё с детства обладал большой физической силой (особенно руки и верхний плечевой пояс), которую унаследовал от своего отца Айдарука Скодтаева. В сельской школе занимался многими видами спорта: баскетболом, волейболом, легкой атлетикой. Сразу после окончания школы поступил в Северо-Осетинский государственный медицинский институт, который окончил в 1983 г. Работал врачом-терапевтом.
Анатолий Скодтаев является уникальным спортсменом. Впервые на соревнованиях по армрестлингу он выступил на первенстве республики (СО АССР) в 1991 году, когда ему было уже 32 года, и стал чемпионом. Затем стал тренироваться под руководством заслуженного мастера спорта СССР по тяжёлой атлетике Асланбека Еналдиева и в скором времени включается в состав сборной команды РСФСР и СНГ.
В последующие несколько лет Скодтаев доминировал на мировых аренах в своей весовой категории, выигрывая самые престижные чемпионаты и международные турниры. Последний чемпионат мира Анатолий Скодтаев выиграл в 2003 году (Оттава, Канада) в возрасте 44 лет.
В середине марта 2001 года в Махачкале стал чемпионом России.
В 2003 году принял предложение от Федерации армрестлинга Канады (CAWF) занять должность тренера, также участвовал в чемпионатах Канады, где стал их четырехкратным победителем в 2007 и 2010 годах в соревнованиях на обе руки.
После восьми лет работы в Канаде вернулся в Россию. В настоящее время проживает во Владикавказе, где ведёт секцию армрестлинга в одном из колледжей города.
Как тренер многие годы помогал осетинским атлетам готовиться к самым престижным турнирам и чемпионатам. Многие из них стали чемпионами мира и Европы.
В возрасте 54 лет принял участие в XXIII чемпионате России по армрестлингу 2014 года, где занял 6-е место в соревнованиях на левую руку.
В последние годы принимает участия в турнирах среди ветеранов по дзюдо, на одном из которых стал чемпионом России 2019 года.
Увлекается шахматами и политикой.

## Спортивные достижения
- Пятикратный чемпион мира (1993[1][2], 1995, 1996, 1997, 2003).[19][20]
- Серебряный призёр чемпионата мира (1992, 1994, 1999, 2001, 2003).[21][22]
- Бронзовый призёр чемпионата мира (1998).[23][24]
- Чемпион Европы (1996).[25]
- Победитель международного турнира «Золотой медведь» (1993[1][2], 1996, 1996 (абс.вес.кат.), 1997).[26]
- Серебряный призёр международного турнира «Золотой медведь» (1994).